# 隅田 (伏見型砲艦)
| 隅田               |                                                       |
| 艦歴               |                                                       |
| 計画               | ③計画                                                 |
| 起工               | 1939年4月13日                                         |
| 進水               | 1939年10月30日                                        |
| 就役               | 1940年5月31日                                         |
| 除籍               | 1947年5月3日（大日本帝国海軍） 1960年代（人民解放軍） |
| 性能諸元（竣工時） |                                                       |
| 排水量             | 基準：304t 公試：350t                                 |
| 全長               | 50.3m                                                 |
| 全幅               | 9.80m                                                 |
| 吃水               | 1.20m （公試平均）                                    |
| 主缶               | ホ号艦本式混焼缶2基                                   |
| 主機               | 艦本式タービン2基2軸 2,200hp                          |
| 速力               | 17.0kt                                                |
| 航続距離           | 1,400NM / 14.0kt （重油54t）                          |
| 乗員               | 61名                                                  |
| 兵装 （竣工時）    | 短8cm単装高角砲1門 25mm連装機銃1基                    |

隅田（すみだ）は、日本海軍の砲艦。伏見型砲艦の2番艦である。艦名は先代隅田の襲用で、この名を持つ日本海軍の艦船としては2隻目。

## 艦歴
藤永田造船所で建造され、1940年5月31日に竣工、砲艦に類別された。
支那事変では長江流域の哨戒活動に従事。太平洋戦争においても、長江流域の警備に従事した。1944年10月1日に軍艦から除かれ艦艇の砲艦に類別が変更された。
終戦時には航行不能の状態で上海にあった。その後、中華民国に接収され国府海軍の「江犀 Chiang-Hsi」となるが、1949年に中華人民共和国に投降し「涪江 Fu jiang」と改名、1960年代に除籍。

## 艦長
艤装員長
1. 藤牧美徳 中佐：1939年11月20日[1] - 1940年5月31日[2]

艦長/砲艦長
1. 藤牧美徳 中佐：1940年5月31日[2] - 1940年10月15日[3]
2. 門田一治 少佐/中佐：1940年10月15日[3] - 1941年8月20日[4]
3. 山崎嘉吉 少佐/中佐：1941年8月20日[4] - 1942年6月22日 戦死、同日付任海軍大佐[5]。以後7月10日まで艦長の発令無し。
4. 橋本正雄 少佐：1942年7月10日[6] - 1943年11月3日[7]、以後11月5日まで艦長の発令無し。
5. 大西勇治 少佐：1943年11月5日[8] - 砲艦長 1944年10月1日[9] - 1944年10月10日[10]
6. 神尾彪一 大尉/少佐：1944年10月10日[10] - 1945年1月10日[11]
7. 鈴木正雄 大尉：1945年1月10日[11] - 1945年8月15日[12]

## 同型艦
- 伏見 [II]

## 参考資料
- 呉市海事歴史科学館編『日本海軍艦艇写真集 航空母艦・水上機母艦』ダイヤモンド社、2005年。
- 片桐大自『聯合艦隊軍艦銘銘伝』普及版、光人社、2003年。